# Shark helmets
 (octobre 2020).
Pour les articles homonymes, voir Shark.
Shark est une entreprise française spécialisée dans la fabrication de casque de moto.

## Historique
En 1929, la famille Teston crée un magasin de cycles à Marseille.
À partir de 1966, les parents des créateurs de Shark, André et Robert Teston, deviennent importateurs de la marque Moto Guzzi pour la France. En 1975, l’importation est totalement reprise par Motobécane, et André et Robert, après leurs études, deviennent importateurs de la marque de casque italienne Nava.
En 1986, les deux frères, André et Robert, décident de créer leur marque de casque sous le nom « Shark », car Nava commençait à avoir des difficultés. L’entreprise va ensuite prendre le nom de la marque.
En 1989, la première unité de production intramuros est créée, réservée au casque très haut de gamme en carbone et Dyneema qui fera la réputation de la qualité des produits et permettra le début d’un réseau de distributeurs dans de nombreux pays.
Au début, la production des autres modèles est sous-traitée en Italie.
En 1994, la marque crée une usine en Thaïlande, opérationnelle en 1995 puis en ouvre une seconde au Portugal en 2002.
En 2005, la première filiale de vente en Grande-Bretagne est créée. Les frères Teston passent la main comme actionnaire majoritaire.
En 2011, la marque rachète l’ensemble du groupe Holding Trophy pour devenir l’un des deux seuls groupes européens offrant une gamme complète d’équipement pour la moto.

## Sponsoring
Depuis ses débuts, en plus du développement produits, pour assoir son image, Shark s’est appuyé sur le sponsoring. De très nombreux titres dans toutes les disciplines permettront cette communication. En 1990, le Français Raymond Roche, pilote maison, remporte le titre mondial en WSBK coiffé d’un casque de la marque. Puis ce sera le tour de l’Australien Troy Corser et du Britannique Carl Fogarty à quatre reprises. La marque remporte également de nombreux titres mondiaux en endurance, en Grand Prix avec en particulier Olivier Jacque. En 2014, c'est au tour de Sylvain Guintoli lors du Championnat du monde de Superbike.